# گیت (درمیان)
گیت روستایی در دهستان قهستان بخش قهستان شهرستان درميان در شرق استان خراسان جنوبی قرار دارد که از شمال به روستای پیشبر، از شرق به روستاهای گمنج و سورند، از غرب به روستای مغیلان و از جنوب با روستاهای تخته جان و سراب هم‌مرز است. این روستا در فاصله ۱۱۰ کیلومتری از مرکز استان، ۹۰ کیلومتری مرکز شهرستان و ۳۰ کیلومتری مرکز بخش قرار دارد.
آسیاب بادی، آسیاب آبی، سنگ خراس و قلعه روستا که به مرور زمان تخریب و نابود شده از آثار تاریخی روستای گیت می‌باشد. قالی‌بافی یکی از صنایع عمده روستای گیت است که بسیاری از زنان روستا به کار قالی‌بافی مشغول هستند. جاجیم‌بافی و سبدبافی را از دیگر صنایع دستی روستای گیت می‌باشد ولی این صنایع امروزه به صورت خیلی محدود در روستا توسط زنان انجام می‌گیرد.
اخیرا در روستای گیت جاجیم بافی رونق فراوانی گرفته‌است.
همه ساله مراسم محرم به صورت با شکوه در این روستا برگزار می‌شود و در طی برگزاری مراسم جمعیت روستا حدودا دو برابر می‌شود 
زرشک اساسی‌ترین محصول روستای گیت می‌باشد  که اقتصاد روستا متکی به این محصول می‌باشد .
منطقهٔ ییلاقی جرف در 4 کیلومتری روستای گیت یک از مناطق تفریحی و گردشگری می‌باشد .

## جمعیت
بر پایه سرشماری عمومی نفوس و مسکن در سال ۱۳۹۰ جمعیت این روستا ۳۹۱ نفر (در ۱۲۴ خانوار) بوده‌است.